# Sofia di Colfosco
Sofia di Colfosco, nota anche come Sofia da Camino (... – Valmareno, 24 giugno 1175), è stata una nobildonna italiana vissuta nel XII secolo.
È ricordata per essere stata una fedele sostenitrice del papato e in particolare del Papa Alessandro III, cosa che la mise talvolta in conflitto con il marito. Donna indipendente e volitiva partecipò alle battaglie di Cassano d'Adda del 1160 e l'anno successivo, a quella nel bosco di Bolchignano vicino alla piccola frazione di Melegnanello, in provincia di Lodi.

## Biografia
Molto scarse sono le notizie certe su questa donna, la quale comunque va di certo annoverata tra le più potenti figure della Marca Trevigiana del suo tempo. Donna indipendente e volitiva partecipò alle battaglie Cassano d'Adda del 1160 e a quella nel bosco di Bolchignano vicino alla piccola frazione di Melegnanello in provincia di Lodi. 
Essa infatti era figlia di Valfredo di Colfosco e Adeleita, figlia di Alfredo o Valfredo di Zumelle, e probabilmente nipote di Ermanno di Porcia. Per questo motivo in essa confluivano tre eredità, corrispondenti alle contee di Colfosco, Porcia e Zumelle. Contee che passarono in dote, e quindi in eredità, al marito Guecellone II da Camino, col quale era certamente imparentata alla lontana.
Il matrimonio con il nobile Caminese avvenne nel 1154 nel Castello di Zumelle; contestualmente, secondo alcuni storici moderni, convolarono a nozze anche la madre della sposa e il padre dello sposo; i due, entrambi vedovi, sarebbero così diventati suoceri dei loro figli.
Nel 1162 i domini di Sofia si estesero ulteriormente ricevendo in dono il castello di Serravalle dallo zio Guido dei Maltraversi.

### La politica filoguelfa
Nello stesso periodo, sempre secondo alcuni storici moderni, Sofia avrebbe aderito alla lega lombarda e quindi imbracciato le armi e guidato dei masnadieri in battaglia contro Federico Barbarossa in Lombardia intorno al 1160-1161; in seguito, nel 1175, avrebbe soccorso i castellani di San Cassiano del Meschio assediati dal vicario imperiale Cristiano di Magonza: Sofia, in questo modo, gettò le basi della politica filoguelfa del casato che esso in futuro, salvo rari casi, non abbandonerà mai. Tuttavia in quel momento le sue scelte di campo avrebbero causato dei contrasti col marito Guecellone e la sua famiglia, in quel momento politicamente vicina al Barbarossa.
Sofia fu anche una grande benefattrice dell'abbazia di Follina, che per sua intercessione sarebbe passata in mano all'Ordine cistercense. A Follina, il 18 giugno 1170, alla presenza del patriarca di Aquileia, del vescovo di Ceneda e di altre autorità, compilò un testamento in cui donava le chiese di Serravalle, Zumelle, Valmareno, Farò, Fonte, Colfosco e Lago all'abate di Follina. Per testamento inoltre cedette i castelli di Serravalle e Zumelle rispettivamente ai vescovi di Ceneda e Belluno, causando forti dissidi tra i due ecclesiastici e la famiglia del marito che furono risolti solo qualche anno dopo la morte della donna.

### Ipotesi sulla morte
Si disse anche che prima di morire, intorno al 1174, avrebbe compiuto personalmente il Cammino di Santiago per adempiere ad un voto, ma questa storia non è supportata da fonti attendibili.
Anche le circostanze della sua morte sono discusse: l'ipotesi più probabile sostiene che spirò nel 1175 a Mareno di Piave, alla presenza dell'abate Pietro di Follina e del vescovo di Ceneda. Altre ipotesi poco plausibili sostengono che morì in Navarra mentre era in viaggio verso Santiago di Compostela o, ancora, che sarebbe morta in battaglia.
La sepoltura ebbe poi luogo nella chiesa dell'abbazia; la tomba della donna visibile oggi lungo la navata centrale della chiesa venne realizzata nel XVI secolo per volere del cardinale Carlo Borromeo, mentre era abate commendatario di Follina.

## Discendenza
A Guecellone e Sofia vengono attribuiti cinque figli:
- Gabriele II;
- Drudo;
- Guido II;
- Tolberto I;
- Gerardo.